# GEUS
GEUS – De Nationale Geologiske Undersøgelser for Danmark og Grønland er en selvstændig og uafhængig forsknings- og rådgivningsinstitution under Klima-, Energi- og Forsyningsministeriet. GEUS er det største samlede forskningsmiljø på det geologiske område i Danmark, med flere 100 ansatte. GEUS er geologisk datacenter og udfører undersøgelser, forskning, rådgivning og kortlægning i primært Danmark og Grønland. Organisationen hed tidligere Danmarks og Grønlands Geologiske Undersøgelse (GEUS).
GEUS er en del af Geocenter Danmark, der også omfatter de geologiske institutter ved Aarhus Universitet og Københavns Universitet.
GEUS har lovfæstede opgaver omkring databankvirksomhed, grundvand, drikkevand, olie og naturgas, mineralske råstoffer og CCS. Den gennemfører også videnskabelige undersøgelser og rådgiver den offentlige såvel som den private sektor, nationalt og internationalt. Institutionen har betydelige opgaver indenfor olie/gas sektoren, mineralske råstoffer, vandforsyning, forureningsundersøgelser, miljø- og klimahistorie og anlægsarbejder.
GEUS formidler oplysninger om de geologiske forhold og om de videnskabelige resultater af institutionens virksomhed til offentligheden såvel som til den videnskabelige verden. Dette sker ved udsendelse af geologiske kort og rapporter og udgivelse af afhandlinger i internationale tidsskrifter såvel som i institutionens egne udgivelsesserier.
Administrerende direktør er Flemming Larsen.

## Historie
GEUS opstod i 1995 som en fusion af Danmarks Geologiske Undersøgelse (DGU), der blev oprettet i 1888 til at gennemføre en geologisk kortlægning af Danmark, og Grønlands Geologiske Undersøgelse (GGU), der blev oprettet 1946.

## GEUS Grønland
GEUS har et højt aktivitetsniveau, hvad angår feltundersøgelser i og omkring Grønland. Ca. 90 af GEUS videnskabelige og tekniske medarbejdere beskæftiger sig med opgaver i relation til Grønland. GEUS feltaktiviteter er bl.a. geologisk og geofysisk kortlægning, mineralefterforskning, oliegeologi, maringeologi, klima- og miljøforskning samt glaciologi. GEUS har bistået Råstofdirektoratet, Grønland i geologiske spørgsmål i sagsbehandlingen med koncessionerede selskabers aktiviteter i Grønland samt arealberegninger i forbindelse med nye koncessionstildelinger på mineralområdet.

## Direktører for DGU og GEUS
- 1888-1894 Frederik Johnstrup
- 1895-1913 Louis le Maire
- 1913-1937 Victor Madsen
- 1937-1965 Hilmar Ødum
- 1965-1983 Ole Berthelsen
- 1983-1984 Niels Østergaard
- 1984-1990 Hans Henrik Scheibel Nielsen
- 1990-1998 Ole Winther Christensen
- 1998-2007 Martin Ghisler
- 2007-2016 Johnny Fredericia
- 2016- Flemming Larsen